# Албанофилија
Албанофилија је израз снажног интересовања или уважавања неалбанске особе за албански језик, албанску културу, албанску књижевност, албанску историју или албански народ.

## Историја
Јохан Ерих Тунман је у 18. веку подржавао теорију о аутохтоности Албанаца и такође је изнео неосновану теорију да су Албанци потомци Илира. Касније је Густав Мајер тврдио да је албански језик део индоевропске породице.
Године 2001, током сукоба у Македонији, немачки министар спољних послова Јошка Фишер је изјавио да албанско питање на Балкану није решено. Око 1912. Немачка и Аустрија су подржале независну Албанију, а у њој и градове као што су Парга, Тетово и Приштина.
Црногорска федералистичка странка била је једина странка у Црној Гори која је промовисала заједничку илирску теорију са Албанцима. Оснивач клерикофашистичког покрета црногорославље, Секула Дрљевић, промовисао је идеје о засебној црногорској етничкој припадности (идеје које постају екстремније током 1930-их), тврдећи да су Црногорци били Илири.

## Познати албанофили
- Џорџ Гордон Бајрон, британски путник и филхелин
- Ђузепе Гарибалди, италијански револуционар и књижевник
- Идит Дарам, британска уметница и антрополог
- Секула Дрљевић, црногорски политичар
- Николаје Јорга, румунски историчар и антрополог
- Стјепан Месић, хрватски политичар
- Лав Троцки, руски револуционар и марксиста
- Михаило Храбри, влашки краљ
- Милан Шуфлај, хрватски историчар и политичар

## Политичке странке
- Демократска партија
- Демократска партија Албанаца
- Демократска унија за интеграцију
- Либерално-демократска партија
- Партија за демократско деловање
- Социјалдемократска партија Швајцарске
- Странка демократске акције Санџака